# Tepetzintla, Tepetzintla
Tepetzintla är en ort i Mexiko.   Den ligger i kommunen Tepetzintla och delstaten Veracruz, i den sydöstra delen av landet, 230 km nordost om huvudstaden Mexico City. Tepetzintla ligger 279 meter över havet och antalet invånare är 4 930.
Terrängen runt Tepetzintla är kuperad norrut, men söderut är den platt. Runt Tepetzintla är det ganska tätbefolkat, med 78 invånare per kvadratkilometer. Närmaste större samhälle är Cerro Azul, 11,9 km öster om Tepetzintla. Trakten runt Tepetzintla består till största delen av jordbruksmark.